# Polistes carolina

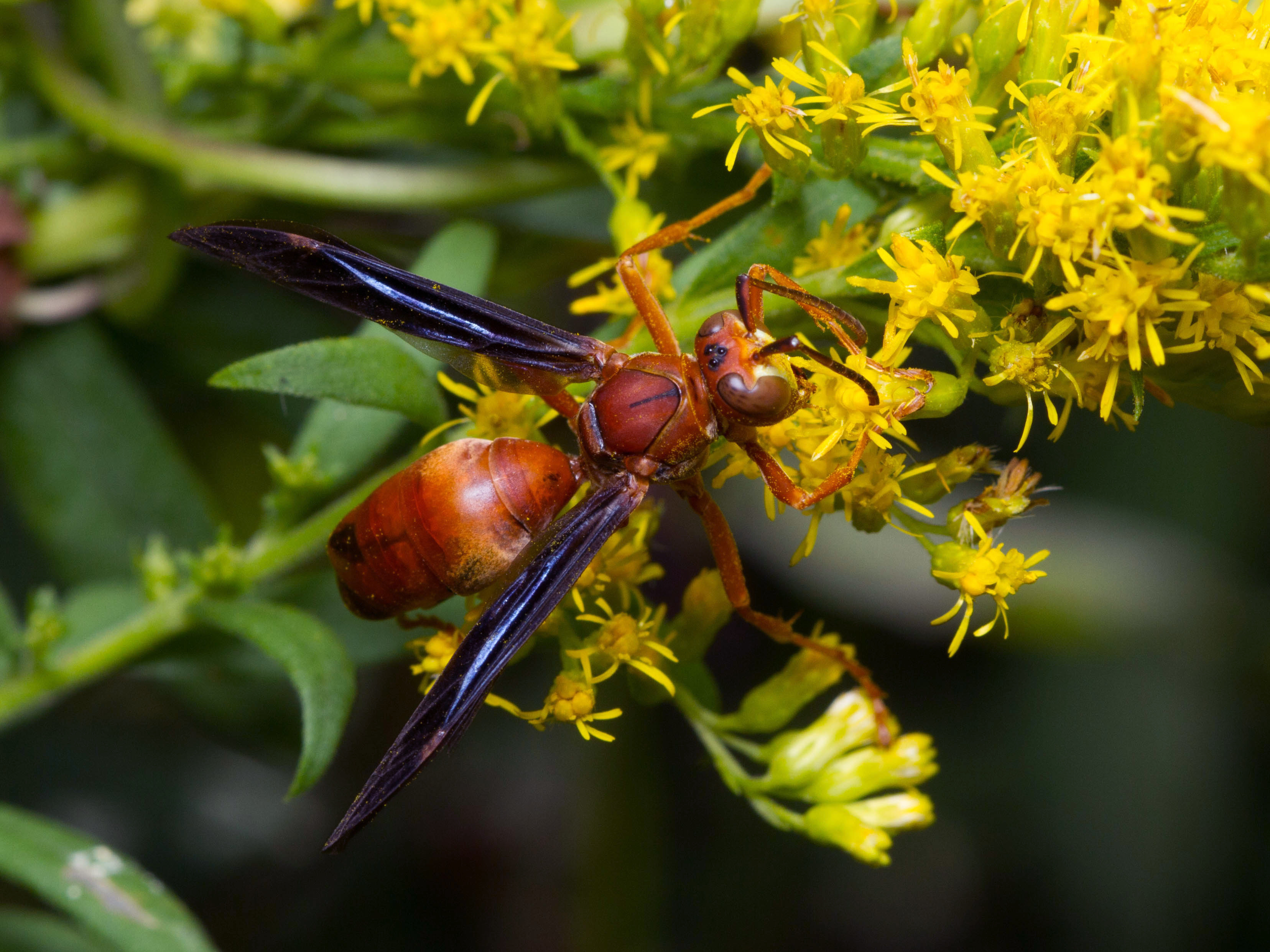
Самец Polistes carolina

Polistes carolina (лат.) — вид общественных бумажных ос рода Polistes семейства Vespidae. Широко распространён на востоке США.

## Таксономия и филогения
Первое описание Polistes carolina появилось в первом томе 12-го издания «Systema Naturae» шведского натуралиста Карла Линнея, опубликованного в 1767 году. В этом томе он назвал этот вид Vespa carolina. Анри Луи Фредерик де Соссюр позже, в 1855 году, перевёл его в род Polistes, после того как Пьер Андре Латрей ввёл новый род в 1802 году. P. carolina относится к семейству настоящих ос (Vespidae), которое включает почти всех эусоциальных ос и многих одиночных ос. Кроме того, его относят к подсемейству Polistinae (бумажные осы), которое является вторым по величине подсемейством в семействе веспид. Polistinae включает две основные группы поведения: роевое основание новых гнёзд, в котором участвует большое количество рабочих и несколько основательниц, и независимое основание, в котором участвуют несколько рабочих и основательниц (P. carolina использует последний вариант).
Было установлено, что P. carolina наиболее тесно связана с P. metricus. Недавний филогенетический анализ показал, что и P. carolina, и P. metricus имеют общего предка с P. aurifer и P. fuscatus.

## Описание
Оса крупного размера. Оба пола P. carolina имеют длину около 25—32 мм с чёрными крыльями длиной 15—25 мм. P. carolina часто путают с P. rubiginosus из-за поразительно похожей красновато-коричневой окраски. Самок можно отличить по голым щекам P. carolina в отличие от серебристого опушения на щеках P. rubiginosus. Оба пола также можно отличить по более грубой поперечной ребристости проподеума P. rubiginosus по сравнению с P. carolina. Кроме того, у самок P. carolina в основном голые скуловые пространства (расстояние между нижней глазной орбитой и ртом).
Морфология мужских гениталий самцов даёт лучшую диагностику для вида.

## Распространение и экология
P. carolina встречается на востоке США (вместе с другой «красной бумажной осой», Polistes rubiginosus) от Небраски до Техаса и вдоль Атлантического побережья от Нью-Йорка до Флориды. Он также был зарегистрирован как адвентивный вид в Онтарио (Канада), и был завезён на Бермуды.
Вид P. carolina предпочитает гнездиться в защищённых местах, таких как дуплистые деревья, и часто встречается в лесных массивах. Однако, если есть возможность, она также строит гнёзда вблизи людей, например, на нижних сторонах крыш.

## Значение для человека
Поскольку P. carolina гнездится в укрытых местах, она обычно строит гнёзда в непосредственной близости от человека, например, в открытом пространстве под крышей. Как правило, бумажные осы относительно неагрессивны и нападают на людей и животных только в случае угрозы для них или их гнёзд. Как и в случае с другими жалящими осами, способностью жалить обладают только самки. В отличие от пчёл, у ос нет зазубренных жал, которые можно потерять, поэтому они способны жалить несколько раз, защищая гнездо.